# Povo dos Estados Unidos
Americanos (gentílico pátrio) ou norte-americanos (gentílico continental), também denominados no Brasil por estadunidenses ou estado-unidenses, são os cidadãos nascidos ou naturalizados nos Estados Unidos da América. O país é o lar de pessoas de diferentes origens nacionais. Como resultado disso, não equacionam a sua nacionalidade com a etnia, mas com a cidadania. Com exceção da população nativa, quase todos os americanos ou os seus antepassados imigraram para o país nos últimos cinco séculos.
Apesar de sua composição multiétnica, a sua cultura é exercida em comum pela maioria dos americanos, como uma cultura ocidental em grande parte derivada das tradições de imigrantes europeus ocidentais. Ela também inclui influências da cultura afro-americana. A expansão para o oeste integrou os crioulos e cajuns da Louisiana, os hispânicos do sudoeste e trouxe um contato próximo com a cultura mexicana. A forte imigração no final do século XIX e início do século XX a partir da Europa meridional e Oriental introduziu uma variedade de elementos. A imigração proveniente da Ásia, África e América Latina também teve impacto. A expressão "caldeirão cultural" descreve a maneira como as várias gerações de americanos celebram e trocam distintas características culturais entre si.
Além do país de origem, americanos e pessoas com ascendência podem ser encontradas morando em outros países pelo mundo. Estima-se que cerca de três a sete milhões estejam vivendo no exterior e compõem a diáspora americana.

## Gentílico
O termo "estadunidense" é aceito por vários dicionários como sinônimo de americano ou americano-do-norte. O uso de termos como "americano" e "norte-americano" é às vezes criticado por algumas pessoas por ser considerado inexato ou inadequado. Argumenta-se que o termo americano seria utilizável apenas quando relativo a toda a América; e que associação do termo norte-americano apenas com EUA seria depreciativa com os cubanos, mexicanos, canadenses, gronelandeses, são-pedrenses ou bermudenses, embora mesmo os canadenses chamem seus vizinhos do sul de americanos.
Este tipo de crítica, porém, eventualmente envolve uma abordagem politizada, calcada em argumentos linguísticos e onomásticos, caracterizada como uma "tomada de consciência" perante as constatações citadas acima, como deixa claro a linguista e professora Florence Carboni, em sua crítica ao uso do termo "americano" como sinônimo de estadunidense:
"A categoria "estadunidense" não constitui tentativa esquerdista de riscar do mundo da linguagem e dos vivos a população daquela grande nação, como já assinalado. Trata-se apenas de pequena tomada de consciência e restauração da legalidade lingüística e simbólica dos direitos políticos e materiais dos povos oprimidos da América."
Outros estudiosos, como o geógrafo, professor e especialista em geopolítica Demétrio Magnoli, consideram o uso da expressão "estadunidense" como uma tentativa de depreciação e retaliação ao povo dos Estados Unidos e associa o uso da palavra a sentimentos de antiamericanismo, provocado por ideologias de esquerda.
"Eles eram americanos, foram rebaixados a norte-americanos e hoje não passam de estadunidenses. Os arautos do antiamericanismo querem extirpar a América do nome dos EUA, reduzindo-os à descrição anódina do seu sistema federal."

## Composição étnica

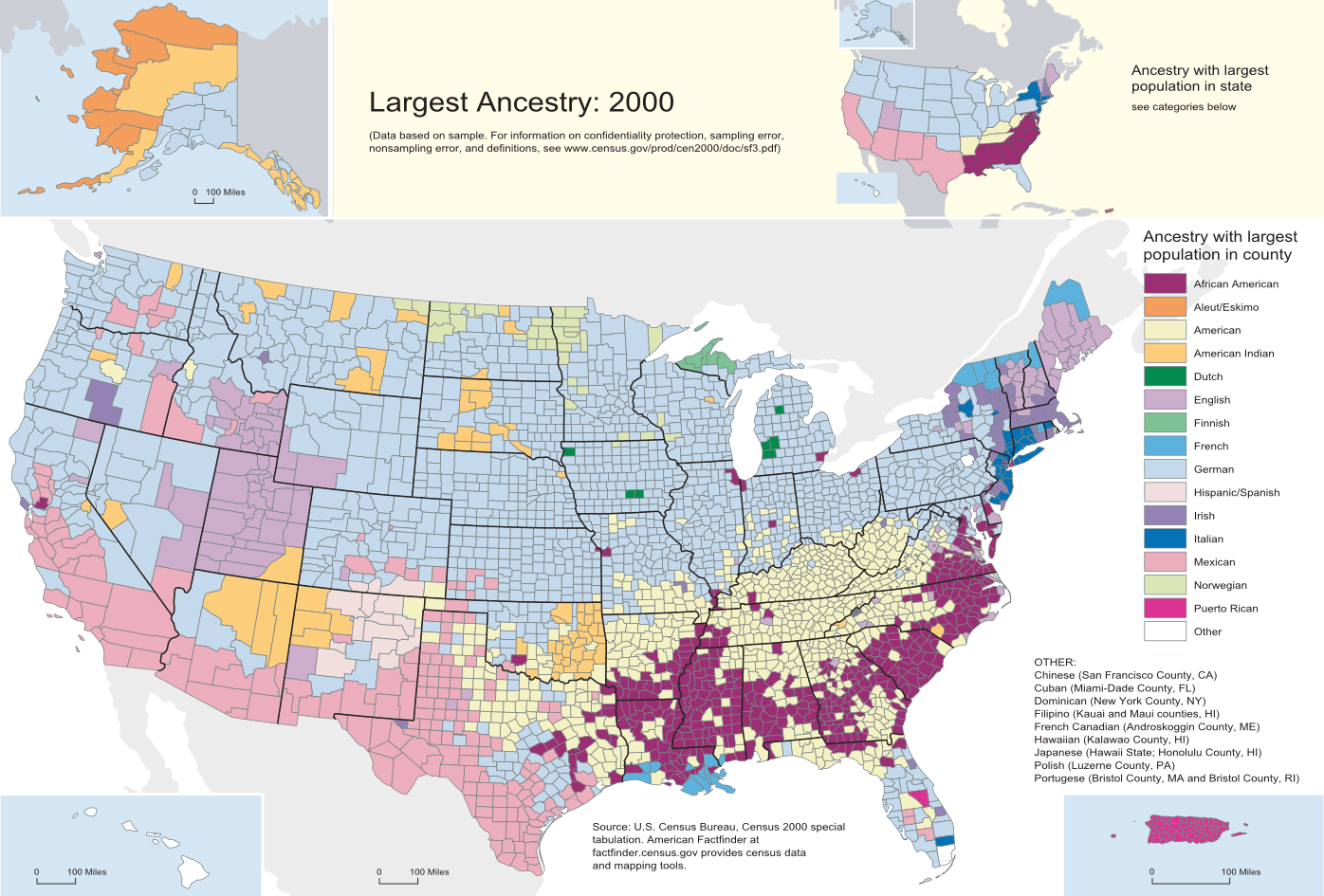
As principais ascendências étnicas dos habitantes dos Estados Unidos

Os Estados Unidos têm uma população muito diversificada: 31 grupos étnicos têm mais de um milhão de membros. Os americanos brancos são o maior grupo racial; descendentes de alemães, irlandeses e ingleses constituem três dos quatro principais grupos étnicos do país. Os afro-americanos são a maior minoria racial da nação e o terceiro maior grupo étnico. Os asiático-americanos são a segunda maior minoria racial do país; os dois maiores grupos étnicos asiático-americanos são chineses americanos e filipinos americanos. Em 2008, a população americana incluía um número estimado de 4,9 milhões de pessoas com alguma ascendência de nativos americanos ou nativos do Alasca (3,1 milhões exclusivamente de tal ascendência) e 1,1 milhão com alguma ascendência de nativos do Havaí ou das ilhas do Pacífico (0,6 milhão exclusivamente). De acordo com o censo de 2010, os hispânicos já são mais de 50 milhões nos Estados Unidos.
Grupos raciais nos Estados Unidos (censo de 2020; inclui declaração racial de hispânicos)
O crescimento populacional dos hispânicos e latino-americanos é uma grande tendência demográfica. Os 46,9 milhões de americanos de ascendência hispânica são identificados como uma etnia "distinta" pelo Census Bureau; 64% dos hispano-americanos são de origem mexicana. Entre 2000 e 2008, a população hispânica do país aumentou 32%, enquanto a população não hispânica cresceu apenas 4,3%. Grande parte deste crescimento populacional vem da imigração. Em 2007, 12,6% da população era constituída por indivíduos nascidos em outros países, 54% deles na América Latina. A fertilidade é também um fator importante; o número médio de filho por mulher latino-americana (taxa de fecundidade é de três, de 2,2 para as mulheres não hispânicas negras e 1,8 para as mulheres não hispânicas brancas (abaixo da taxa de substituição populacional, que é de 2,1). Minorias (conforme definido pelo Census Bureau, ao lado de todos os não hispânicos, não multirraciais brancos) constituem 34% da população. Estima-se que os "não brancos" constituirão a maioria da população em 2042.
Por volta de 1/3 dos americanos brancos possuem ancestralidade africana, de acordo com um estudo autossômico de 2003. A média de contribuição africana para esse 1/3 da população branca americana ficou em 2,3%, mas havendo variações individuais em que a contribuição africana chega a até mais de 20%. Levando-se em conta toda a população branca americana, a média de contribuição africana cai para o valor pequeno de 0,7%. Já em um estudo de 2010, concluiu-se que apenas 5% dos que se identificam como afro-americanos possuem ancestralidade africana superior a 95%. 27% dos afro-americanos teriam ancestralidade africana inferior a 60%. 52% dos americanos brancos (a maioria, portanto) teriam ancestralidade europeia inferior a 95%. De acordo com outro estudo, americanos que se autodeclararam como de ascendência europeia revelam ancestralidade europeia, em média, de 93,20%. Afro-americanos, ancestralidade africana de 86,20% (com variações individuais de 47,82% a 98,50% no caso dos afro-americanos). Os brancos americanos são maioria entre os norte-americanos que possuem idade superior a 65 anos (80% da população com idade superior a 65 anos). Entre os recém-nascidos, porém, os "não brancos" (negros, latinos, asiáticos, etc.) predominam e já ultrapassaram os brancos, de acordo com notícia divulgada em junho de 2011.
Já em 2014, 50,3% dos alunos pertencem a segmentos "não brancos" (latinos, afro-americanos, asiáticos, indígenas, etc.).

## Religião
Religião nos Estados Unidos (2025)
As religiões mais seguidas nos Estados Unidos são as que se denominam cristãs, sendo as protestantes as com maior número de seguidores. Sendo uma ex-colônia britânica, seria natural esse dado; no entanto, a Igreja Anglicana perdeu posições como a religião com maior número de devotos no país, representando atualmente algo em torno de 1,5%. As igrejas Batista (25,3%), Pentecostal (8,9%), e Luterana (5,1%) são as religiões protestantes mais praticadas, seguida pela para-protestante A Igreja de Jesus Cristo dos Santos dos Últimos Dias (4,1%). Apesar da maior parte da população estadunidense declarar-se protestante, todavia, a Igreja Católica ainda é a religião que, sozinha, possui o maior número de fiéis, com 44,3% da população.
Ressalta-se que, no geral, os Estados Unidos, assim como boa parte do Novo Mundo, representou um porto-seguro para devotos de religiões outras que não a católica, fugidos principalmente durante a Inquisição.[carece de fontes?] Dentre esses, destacam-se os judeus, representando 1% dos devotos estadunidenses. Depois, temos budistas (0,9%) e muçulmanos (0,6%).
O número de estadunidenses que se declaram ateus ou agnósticos, representa em torno de 4% da população, conforme tabela do Pew Research Center, 2008.

## Idiomas
Um dado relevante define que a identidade de um povo é sua língua; no caso dos estadunidenses, não há oficialmente uma língua definida para todo o território nacional, sendo adotados diferentes idiomas, conforme cada estado-membro da federação. Reconhece-se, todavia, que o inglês seja o principal idioma, falado como língua nativa por 82% da população dos Estados Unidos.[carece de fontes?] O castelhano é o segundo idioma mais falado, utilizado por 13% da população, sendo o quinto maior país de fala castelhana (atrás de México, Espanha, Argentina e Colômbia).[carece de fontes?] O terceiro, e bem mais abaixo, é o chinês, falado por 0,61%, seguido de perto pelo francês, alemão e filipino.[carece de fontes?] As línguas indígenas são faladas, no geral, por grupos específicos, sendo o Navajo o principal idioma.
Alguns estados definem-se como bilíngues ou mesmo multilíngues, oficialmente definindo ou não os idiomas. Estados como a Califórnia, por exemplo, já publicam os documentos públicos em oito idiomas diferentes, refletindo a relevância da população imigrante.